# هيموسيديرين

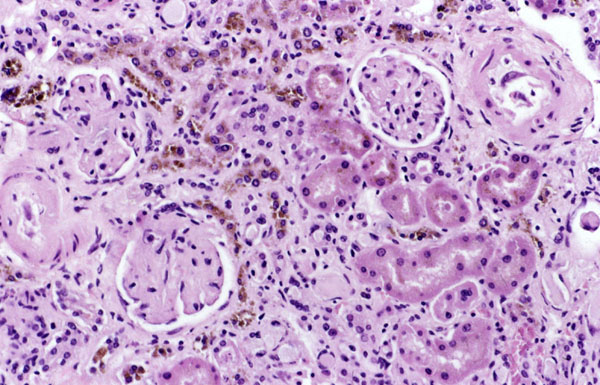
منظر مايكروسكوبي يظهر تراكم الحديد داخل نسيج كلوي. النقاط البنية تمثل الحديد

. صورة لتركيب الهيموسيدرين الكيميائي ويظهر الحديد في منتصف الحلقة.

هيموسيدرين (بالإنجليزية: Hemosiderin)‏ هو صيغة معقدة لتخزين الحديد في الجسم. دائماً يكون موجود داخل الخلايا، ويظهر في الجسم كمركب فيريتيني، فيريتين متفكك، كما يظهر في صور أخرى. الحديد المخزن على صورة هيموسيدرين هو ضعيف في امداد الجسم بالحديد في حال الحاجة.
كثير من الأمراض تسبب ترسب كميات كبيرة من الهيموسيدرين في أنسجة الجسم. وعلى الرغم من أن ترسب الهيموسيدرين قد لايسبب أي اعراض واضحة. إلّا أنه قد يؤدي إلى ضرر الأعضاء.
الهيموسيدرين عادة مايوجد في البلعميات وغالباً يتوفر بكميات كبيرة بعد حصول نزيف. ويعزى ذلك إلى عمليات البلعمة التي تقوم بها الخلايا البلعمية حيث تقوم هذه الخلايا بابتلاع كريات الدم الحمراء والهيموغلوبين.
قد يحدث تراكم الهيموسيديرين في مختلف الأعضاء، وفي العديد من الأمراض..
يعتبر الحديد مهماً للكثير من التفاعلات الكيميائية داخل الجسم (مثل تفاعلات الأكسدة والاختزال) لكنه يعتبر ساماً إذا وجد في الجسم بطريقة غير مناسبة.

## آليّة تشكُله
غالباً ما يتكون الهيموسيدرن بعد حالات النزف، وذلك عندما يغادر الدم الأوعية الدموية المتمزقة، تموت خلايا الدم الحمراء ويُطرح الهيموغلوبين للحيز خارج الخلوي، ثمّة كريات دم بيضاء تدعى البلاعم تقوم بابتلاع الهيموغلوبين لهضمه منتجةً بذلك الهيموسيدرن والبيليفيردين.

## الأمراض المرتبطة بترسب الهيموسيدرن
قد يحدث تراكم للهيموسيدرن في الامرض المرتبطة بزيادة الحديد في الجسم والتي عادة ماتكون بسبب نقل الدم المتكرر لمرضى فقر الدم المزمن مثل الثلاسيميا وفقر الدم المنجلي.